# Paul Revere

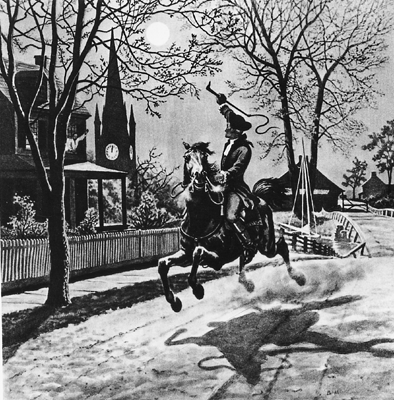
La cabalgada nocturna.

Paul Revere (Boston, Massachussets, Trece Colonias; 1 de enero de 1735 - Boston, Massachusetts, Estados Unidos; 10 de mayo de 1818) fue un orfebre y patriota estadounidense, recordado por su rol como mensajero en las batallas de Lexington y Concord durante la guerra de independencia de los Estados Unidos.
Su nombre y su célebre Cabalgata de Medianoche son reverenciadas en Estados Unidos como un símbolo de patriotismo. Revere fue además un próspero y prominente platero en su ciudad natal, y ayudó a organizar un sistema de espionaje y alarma para vigilar los movimientos de las tropas británicas.
Es considerado por algunos historiadores como el prototipo de un estadounidense industrial, por haber reconocido el potencial de los productos metalíferos para la producción en masa.